# Wolfenstein 3D
Wolfenstein 3D este un joc shooter first-person (FPS) din 1992 dezvoltat de id Software și publicat de Apogee Software și FormGEN pentru sistemul de operare DOS. Este unul dintre primele jocuri video de acest gen precum și cel care a inventat formula pe care se vor baza jocurile FPS de atunci încolo. Totuși, Wolfenstein 3D nu a fost atât de revoluționar pentru industria jocurilor video spre deosebire de Doom, un alt joc marca id Software, apărut anul următor.
În Wolfenstein 3D jucătorul preia rolul lui William B.J. Blazkowicz, un spion american din timpul celui de-Al Doilea Război Mondial care a fost capturat de naziști și închis în castelul Wolfenstein, de unde acesta încearcă să evadeze.

## Structura jocului
Acțiunea jocului Wolfenstein 3D este împărțită în 6 episoade care pot fi accesate din meniu. Primul episod este singurul care a fost inclus în varianta shareware (gratuită) a jocului. Fiecare episod cuprinde 10 niveluri, dintre care unele sunt secrete. La sfârșitul fiecărui episod B.J. Blazkowicz se confruntă cu un inamic mai puternic, cunoscut drept boss. 
Cele șase episoade sunt:
- Episode 1: Escape from Castle Wolfenstein

- Episode 2: Operation Eisenfaust

- Episode 3: Die, Fuhrer, Die!

- Episode 4: Dark Secret

- Episode 5: Trail of the Madman

- Episode 6: Confrontation